# Rantanplan
Pour les articles homonymes, voir Rantanplan (homonymie).
Ne doit pas être confondu avec Rataplan.
 (octobre 2024).
Rantanplan, également écrit Ran-Tan-Plan, est un chien de fiction, apparu pour la première fois dans la bande dessinée Lucky Luke, dans l'album Sur la piste des Dalton, en 1962. Ce personnage est une parodie de Rintintin. Il a pour principale caractéristique d'être complètement stupide mais il arrive très souvent à aider involontairement (et  parfois volontairement) les autres personnages de la bande dessinée.
Entre 1987 et 2011, il est le héros de sa propre série de bande dessinée, ainsi qu'une série d'animation en 2006.

## Description
Rantanplan est un berger allemand. Il est considéré comme l'animal le plus bête de l'Ouest (surtout par Jolly Jumper, le cheval de Lucky Luke, et Joe Dalton). Ses décisions et ses réflexions toutes plus stupides ou absurdes les unes que les autres font sourire. Il est particulièrement aimé par Averell Dalton, le plus nigaud des quatre frères Dalton, si bien que Rantanplan pense, à différentes reprises, qu'Averell est son père, son frère, etc. L'idiotie de Rantanplan est telle qu'il peut chercher pendant des heures à manger, à boire ou n'importe quoi demandé par Lucky Luke alors que l'objet tant recherché est pratiquement sous sa truffe. Toutefois, dans La Guérison des Dalton, après avoir assisté aux séances de thérapie que suivent les Dalton, il bénéficie brièvement d'une « crise d'intelligence » qui lui permet de venir en aide à Lucky Luke en trouvant la clef des menottes qui l'entravent, mais s'en évanouira juste après.
Une autre de ses caractéristiques consiste à calculer la distance pour sauter dans les bras d'un personnage. Ses tentatives se soldent inlassablement par des échecs. Cela a pour effet de lui faire dire : « zut, trop court », ou bien « zut, trop long ».
Il appartient à l'administration pénitentiaire et a pour maître le gardien Pavlov (en référence à Ivan Pavlov et son fameux réflexe). À son collier, il porte une étoile de shérif. Il suit régulièrement Lucky Luke afin de « l'aider » à retrouver les Dalton. Un exemple des talents de Rantanplan se trouve dans le film Les Dalton en cavale de 1983.
En revanche, et paradoxalement, Rantanplan comprend les ordres de Ma Dalton et lui obéit, même quand celle-ci n'est plus à proximité, ce qui rend la situation très comique et laisse souvent perplexe Lucky Luke (notamment dans Les Dalton en Cavale), car Ma lui donne l'ordre de se coucher en criant « Couché ! » et Rantanplan s'exécute en disant : « Quand Ma Dalton parle, les chiens écoutent ». Il se couche alors par terre, ne bouge plus et se laisse emmener chez le docteur par Lucky Luke, auquel il ne paraît pas en forme, et Rantanplan continue de rester couché. Il a aussi une peur bleue du chat de Ma Dalton. Dans un épisode des nouvelles aventures de Lucky Luke, il le prend même pour un tigre : « un tigre, je suis tombé sur un tigre ».
Dans la traduction anglaise, il s'appelle Rin-tin-can (en référence au personnage dont il est inspiré, Rintintin, et à tin can qui signifie « boîte de conserve »).

### Origine familiale
Dans La Guérison des Dalton, on apprend que Rantanplan a au moins deux frères : un frère cadet pékinois et un aîné, le préféré de leur mère, ressemblant à un coyote. Il s'est involontairement séparé de sa famille à la suite d'une balade, et ce malgré les recommandations de son père.
Dans le tome Bêtisier 3, apparaît un petit frère de Rantanplan, de couleur grise.
Dans un autre gag des aventures de Rantanplan, on peut apercevoir le grand-père de Rantanplan aux côtés de Lucky Luke enfant, puis le père de Rantanplan aux côtés de Lucky Luke adolescent.

## Histoire

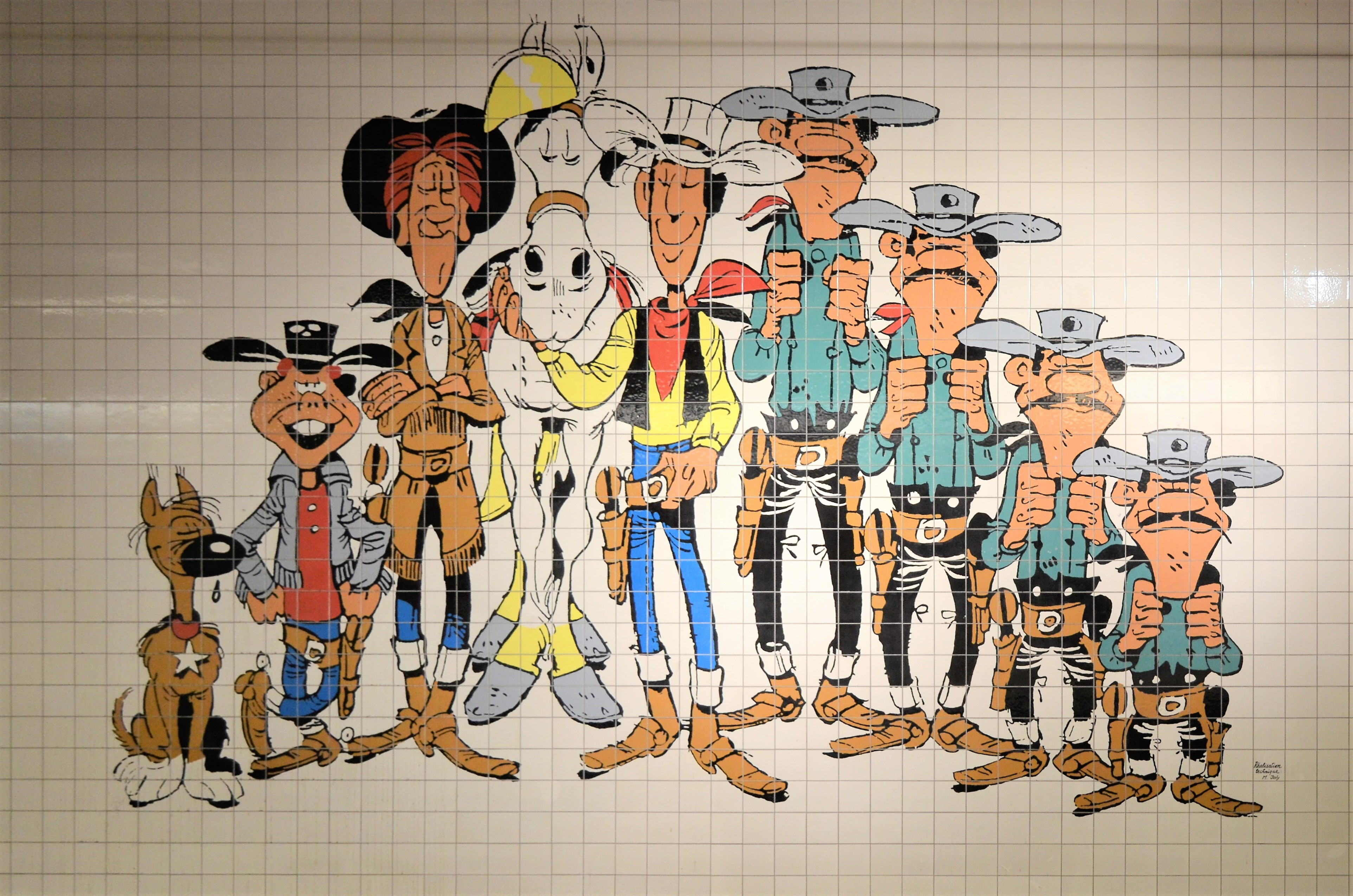
Personnages principaux de la bande dessinée Lucky Luke dans laquelle est apparu Rantanplan, ici sur la gauche de l’image.

Entre 1987 et 2011, il est le héros de sa propre série de bande dessinée. Elle se compose de 10 grandes aventures et 10 recueils de gags (les bêtisiers). Ces histoires, réalisées d'abord pour une publication dans la presse, ont été éditées postérieurement en albums, et pas dans leur ordre chronologique.
Deux équipes de scénaristes et dessinateurs se sont succédé à la tête de la série, bien que Morris reste toujours crédité sur les planches produites.

### Première équipe (1987–1997)
Le premier album, La Mascotte, est dessiné par Michel Janvier (qui avait déjà signé en 1986 les dessins d'une aventure de Lucky Luke, Le Ranch maudit), et Frederik Garcia.
La première équipe de la série se met en place pour les albums suivants, avec Michel Janvier en tant que seul dessinateur, et Xavier Fauche et Jean Léturgie, en tant que scénaristes. Ces derniers sont remarqués pour avoir signé une poignée d'albums de Lucky Luke post-Goscinny, et reconnus par Morris lui-même comme ceux ayant su le plus se rapprocher du maître.
Cette équipe cesse de travailler sur la série en 1997, après sept grandes aventures et plusieurs centaines de gags. Xavier Fauche et Jean Léturgie quittent Morris en mauvais termes, à la suite de l'affaire Kid Lucky/Cotton Kid.
Quant à Michel Janvier, il considère que Rantanplan est une série de commande, sur laquelle il n'avait aucune maîtrise. Il n'y reviendra que pour réaliser des couvertures, pour les bêtisiers de gags inédits en albums publiés entre 2008 et 2010 (tomes 17 à 20), soit postérieurement au décès de  Morris.

### Deuxième équipe (1996–2001)
C'est Vittorio Leonardo qui succède à Janvier en tant que dessinateur de la série, en collaboration avec Morris. Il signe également les scénarios des bêtisiers, tandis que Bob de Groot assure l'écriture des longues histoires (trois tomes au total). Bob de Groot est un autre scénariste testé auparavant par Morris sur Lucky Luke (Le Bandit manchot (1981), puis Marcel Dalton (1997) et L'Artiste-peintre (2001)).
Achdé, avant d'être désigné repreneur officiel des aventures de Lucky Luke, était pressenti pour produire des strips de Rantanplan pour la presse généraliste. Mais le décès de Morris a bouleversé ces plans.

## Liste des albums
- 1 La Mascotte, Dargaud, septembre 1987
Scénario : Xavier Fauche & Jean Léturgie - Dessin : Michel Janvier & Frederik Garcia - Couleurs : Leonardo
- 2 Le Parrain, Dargaud, octobre 1988
Scénario : Xavier Fauche & Jean Léturgie - Dessin : Michel Janvier & Morris - Couleurs : Leonardo
- 3 Rantanplan otage, Lucky Productions, mars 1992
Scénario : Xavier Fauche & Jean Léturgie - Dessin : Michel Janvier & Morris - Couleurs : Leonardo
- 4 Le Clown, Lucky Productions, mars 1993
Scénario : Xavier Fauche & Jean Léturgie - Dessin : Michel Janvier & Morris - Couleurs : Leonardo
- 5 Bêtisier 1, Lucky Productions, mai 1993
Scénario : Xavier Fauche & Jean Léturgie - Dessin : Michel Janvier & Morris - Couleurs : Leonardo
- 6 Bêtisier 2, Lucky Productions, mai 1993
Scénario : Xavier Fauche & Jean Léturgie - Dessin : Michel Janvier & Morris - Couleurs : Leonardo
- 7 Le Fugitif, Lucky Productions, octobre 1994
Scénario : Xavier Fauche & Jean Léturgie - Dessin : Michel Janvier & Morris - Couleurs : Leonardo
- 8 Bêtisier 3, Lucky Productions, novembre 1995
Scénario : Vittorio Leonardo - Dessin : Vittorio Leonardo & Morris - Couleurs : Leonardo
- 9 Le Messager, Lucky Productions, mai 1995
Scénario : Xavier Fauche & Jean Léturgie - Dessin : Michel Janvier & Morris - Couleurs : Leonardo
- 10 Les Cerveaux, Lucky Productions, avril 1996
Scénario : Bob de Groot - Dessin : Vittorio Leonardo & Morris - Couleurs : Leonardo
- 11 Le Chameau, Lucky Productions, mars 1997
Scénario : Xavier Fauche & Éric Adam - Dessin : Michel Janvier & Morris - Couleurs : Leonardo
- 12 Bêtisier 4[7], Lucky Productions, janvier 1998
Scénario : Vittorio Leonardo & Bob de Groot - Dessin : Vittorio Leonardo & Morris - Couleurs : Leonardo
- 13 Le Grand Voyage[8], Lucky Productions, juin 1998
Scénario : Bob de Groot - Dessin : Morris - Couleurs : Leonardo
- 14 Bêtisier 5, Lucky Comics, juin 2000
Scénario : Vittorio Leonardo - Dessin : Vittorio Leonardo & Morris - Couleurs : Leonardo
- 15 La Belle et le Bête, Lucky Comics, octobre 2000
Scénario : Bob de Groot - Dessin : Vittorio Leonardo & Morris - Couleurs : Leonardo
- 16 Le Noël de Rantanplan (Bêtisier 6), Lucky Comics, novembre 2001
Scénario : Vittorio Leonardo - Dessin : Vittorio Leonardo & Morris - Couleurs : Leonardo
- 17 Sur le pied de guerre (Bêtisier 7), Lucky Comics, février 2008
Scénario : Xavier Fauche & Jean Léturgie - Dessin : Michel Janvier & Morris - Couleurs : Leonardo
- 18 Chien d'arrêt (Bêtisier 8), Lucky Comics, février 2009
Scénario : Xavier Fauche & Jean Léturgie - Dessin : Michel Janvier - Couleurs : Leonardo
- 19 Morts de rire (Bêtisier 9), Lucky Comics, mars 2010
Scénario : Xavier Fauche & Jean Léturgie - Dessin et couleurs : Michel Janvier
- 20 Carré d'os (Bêtisier 10), Lucky Comics, février 2011
Scénario : Xavier Fauche & Jean Léturgie - Dessin et couleurs : Michel Janvier

Hors-série
1. Le Chien plus bête que son ombre (2000, Lucky Comics, pour Esso)
2. Chien perché ! (2002, Lucky Comics, pour BP France)
3. Haut les pattes ! (2003, Lucky Comics, pour BP France)
4. Le Joli Cœur (2003, Lucky Comics, pour BP France)

## Télévision
Dans le dessin animé Lucky Luke produit par Hanna Barbera en 1983, Rantanplan était un personnage plus récurrent que dans la BD et apparaissait dans presque tous les épisodes, y compris ceux adaptés d'albums où il ne jouait originellement aucun rôle.
Le personnage a également été porté à la télévision en 2006 par la société Xilam : Rantanplan.

## Interprétation
Bernard Haller est le premier comédien à prêter sa voix au personnage, dans le film d'animation La Ballade des Dalton, et il reprend le rôle dans Les Dalton en Cavale ainsi que dans la série animée Lucky Luke en 1984, où il est toutefois remplacé sur certains épisodes par Roger Carel.
Bernard Demory prend la relève pour la série Lucky Luke de 1991. Francis Perrin assure la voix de Rantanplan dans Les Nouvelles Aventures de Lucky Luke puis Éric Métayer dans Les Dalton. François Morel l'interprète ensuite de façon régulière, dans la série animée Rantanplan en 2006 et les productions suivantes de Xilam.